# Châlons-en-Champagne
Châlons-en-Champagne este un oraș în Franța, prefectura departamentului Marne capitala regiunii Champagne-Ardenne. Cu toate că orașul Reims situat în același departament este mai populat, Châlons este în continuare capitala regiunii.

## Istorie
Urmele primelor așezăminte umane în regiunea orașului Châlons-en-Champagne datează din preistorie.

### Catalaunum
La începutul erei noastre a fost construită Via Agrippa care ușura relațiile comerciale și accesul unităților militare între Milano și Boulogne-sur-Mer. Acest drum trecea prin actualele străzi "Rue de Marne" și "Rue Leon Burgeois". Acolo li s-a permis Catalauni-lor(=Cei mai viteji în bătălie) să devină coloniști la încrucișarea drumului roman cu râul Marne. În secolul al V-lea orașul este înconjurat cu un zid de apărare. Zidul de apărare lung de un kilometru închidea yuna locuită dintre râul Marne și afluentul acestuia Nau.

Sf.  Memmius a predicat aici creștinusmul în a doua jumătate a secolului al -III-lea și a fost primul episcop din Châlon.

## Obiective turistice
- Casa memorială Pierre Dac
- Portalul Hôtel-Dieu
- Poarta Marne / Rive Gauche
- Monumentul Războiului
- Catedrala Sfântul Ștefan
- Piața republicii
- Biserica Sfântul Alpin
- Primăria
- Hotelul Dubois de Crancé
- Piața Godart
- Muzeul municipal
- Jean Talon
- Biserica Notre-Dame-en-Vaux
- Reședințele chelarilor domului Sf. Ștefan
- Muzeul mănăstirii Notre-Dame
- Casa Clemangis
- Pivnițele medievale
- Château de Marche
- Teatrul de comedie
- Podul Putte-Savatte
- Termele orașului
- Poarta Sf. Antonie
- Mănăstirea Sf. Maria
- Poarta Sfintei Cruci
- Monumentul Nicolas Appert
- Mănăstirea din Vinetz
- Biblioteca Georges Pompidou
- Mănăstirea Sf. Jacob
- Poarta Sf. Jacob
- Biserica Sf. Lup
- Sinagoga
- Biserica Sf. Ioan

## Personalități din Châlons-en-Champagne
- Pierre Richer de Belleval (c. 1564–1632), medic și botanist
- Fédéric Morel (1552–1630), traducător
- Claude Chastillon (1560–1658), arhitect, topograf, gravor
- Louis Lallemant (1578–1635), teolog iezuit
- David Blondel (1590–1655), teolog
- Jean Talon (1625–1694), primul intendant al Noii Franțe din 1665 bis 1672
- Claude Aubriet (1665–1742), pictor naturalist
- Antoine de Chézy (1718–1798), Ingener hidraulic
- Nicolas Appert (1749–1841), cercetător
- Claude Antoine Compère (1774–1812), general
- Adelbert von Chamisso (1781–1838), poet german
- Émile Herbillon (1794–1866), general
- Auguste Nicolas Eugène Millon (1812–1867), Chimist
- Adolphe Willette (1857–1926), pictor, caricaturist
- Maurice Renard (1875–1939), scriitor
- Étienne Œhmichen (1884–1955), inginer
- Pierre Dac (1893–1975), umorist & comediant
- Robert Antral (1895–1939), pictor grafician
- René-Joseph Piérard (1899–1994), episcop
- Henri Lauvaux (1900–1970 in Paris), atlet
- Jacques Massu (1908–2002), general
- Paul-Louis Carrière (1908–2008), episcop de Laval
- Pierre Hourcade (1908–1983), romanist
- Edmond-Marie-Henri Abelé (* 1925), episcop
- Jean Cabut (1938–2015), caricaturist
- Mano Solo (1963–2010), cantareț
- Xavier Bertrand (* 1965), politician
- Xavier Charles (* 1979), muzician

În Châlons-en-Champagne au decedat:
- Wilhelm von Champeaux (* c. 1070–1121)- episcop,
- Margareta a Scoției (1424–1445).
- Alfred Chanzy (1823–1883) - general francez
- Emil Mayrisch (1862–1928) industriaș din Luxemburg
- Francesco Caroli (1922–2004) clown și artist italian.

## Oraș înfrățit cu
- Burkina Faso Bobo-Dioulasso, Burkina Faso
- Regatul Unit Ilkeston, Regatul Unit al Marii Britanii
- Canada Mirabel, suburbie a Montreal-ului, Canada
- Germania Neuss, Germania
- Bulgaria Razgrad, Bulgaria
- Germania Wittenberge, Germania

## Literatură
- Jean-Paul Barbier: Des Châlonnais célèbres, illustres et mémorables. Biographie châlonnaise (= Petit Catalaunien Illustré. 33). Éditions du „Petit Catalaunien“, Châlons-en-Champagne 2000, ISBN 2-9509546-1-8.
- Jean-Paul Barbier and Michel Bursaux, The Bonapartes in Châlons en Champagne (Les Bonaparte à Châlons en Champagne), Marnaise Studies (Études Marnaises), SACSAM, 2009.

- Sonja Benner: Châlons-en-Champagne. Die Stadt, das Chorherrenstift Toussaint und das Umland bis zur Mitte des 14. Jahrhunderts (= Trierer Historische Forschungen. Bd. 55). Editura Kliomedia, Trier 2006, ISBN 3-89890-101-7 (Zugleich: Trier, Universität, Dissertation, 2003).
- Saul David: Die größten Fehlschläge der Militärgeschichte. Von der Schlacht im Teutoburger Wald bis zur Operation Desert Storm. Editura Heyne, München 2001, ISBN 3-453-19073-4.
- Mark W. Konnert, Civic Agendas and Religious Passion: Châlons-sur-Marne during the French wars of religion, 1560-1594 (Kirksville, MO, Sixteenth Century Journal Publishers, 1997) (Sixteenth Century Essays & Studies, 35).